# Жёлтый Ключ
Жёлтый Ключ — посёлок в Бугурусланском районе Оренбургской области, входит в состав Русскобоклинского сельсовета.

## География
Посёлок находится на расстоянии 40 км (по прямой) к северо-востоку от города Бугуруслан, административного центра района.

### Часовой пояс
Посёлок Жёлтый Ключ, как и вся Оренбургская область, находится в часовой зоне МСК+2. Смещение применяемого времени относительно UTC составляет +5:00.

## Население
| 2010 |
| ---- |
| 2    |

### Национальный состав
Согласно результатам переписи 2002 года, в национальной структуре населения русские составляли 75 % из 8 чел.